# 国際学生連盟の歌
国際学生連盟の歌（国際学連の歌、ロシア語: Гимн Международного Союза студентов）は、国際学生連盟（国際学連）の運動歌。レフ・オシャーニン作詞、ヴァノ・ムラデリ作曲。

## 概要
1949年に作曲された。東大音感合唱団の訳詞により、日本の学生運動活動家に歌いつがれてきた。「国際学連の歌」、または「こくがくれん」と親しみを込めて略されることもある。
五木寛之の「青春の門」の自立編・放浪編でも登場する。また、映画の「青春の門・自立編」の東宝の1977年版と東映の1982年版にも登場する。1960年の松竹映画「日本の夜と霧」でも登場する。